# 居叱弥王
居叱弥王（谥号德王）（?—346年7月7日），金官伽耶（駕洛国）第4代王（在位:291年 - 346年）。父麻品王、母为好仇。王妃阿志（阿躬阿干孙女），子5代王伊品王（明王）。291年（晋惠帝永平元年）即位。346年（晋穆帝永和二年丙午）七月八日崩。